# Jaime de Angulo
Jaime de Angulo (1887-1950) fue un lingüista, novelista y etnomusicólogo del oeste de Estados Unidos. Nació en París de padres españoles. Llegó a Estados Unidos en 1905 para convertirse en vaquero, arribando finalmente en San Francisco en vísperas del gran terremoto de 1906. Vivió una vida picaresca que incluyó períodos como vaquero, médico y psicólogo, una década de trabajo de campo en lingüística y antropología de los nativos americanos y más de cuarenta años de participación en la cultura literaria, artística y bohemia del Área de la Bahía de San Francisco.

## Obras
- Coyote Man and Old Doctor Loon (San Francisco, Turtle Island, 1973)
- Coyote's Bones (San Francisco, Turtle Island, 1974)
- Indians in Overalls (Hudson Review, 1950; San Francisco, Turtle Island, 1973)', "his first linguistic field trip - in 1921 - to the Achumawi tribe" [2]
- Indian Tales, A.A. Wyn and Hill & Wang (1953)
  - Indian Tales were read live on KPFA radio in the 1949 (prior to book publication), and released as a recording
- "Home Among The Swinging Stars: Collected Poems," ed. Stefan Hyner (Albuquerque, La Alameda Press, 2006)
- The Lariat (San Francisco, Turtle Island, 1974)
- "Don Bartolomeo" (San Francisco, Turtle Island, 1974)
- Old Time Stories, Volume 1: Shabegok. Turtle Island, 1976
- Old Time Stories, Volume 2: How The World Was Made. Turtle Island, 1976